# Aloe pravá

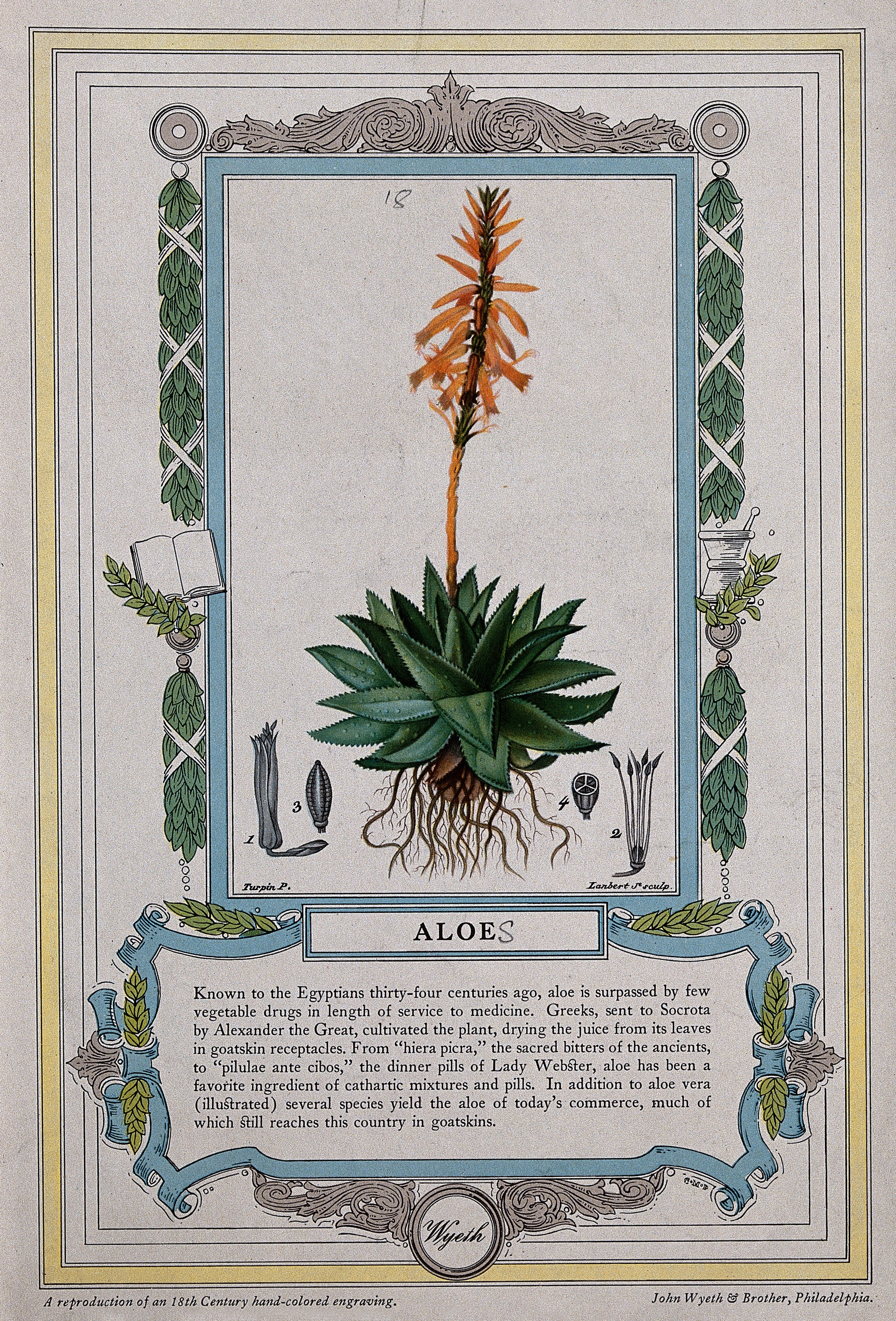
Aloe pravá na ilustraci z roku 1842

Aloe pravá (Aloe vera, syn. Aloe barbadensis) je jednoděložná, vytrvalá, stálezelená, sukulentní bylina s přízemní růžicí dlouhých dužnatých a na okraji řídce ostnitých listů. Květy jsou žluté a červeně naběhlé, válcovitého tvaru, uspořádané ve štíhlém a poměrně vysokém hroznovitém květenství. Květy jsou opylovány ptáky konzumujícími nektar. Plodem je tobolka s mnoha semeny. Původ tohoto druhu není s jistotou znám. Podle výsledků fylogenetických studií pochází nejpravděpodobněji z Arabského poloostrova. V současné době je aloe pravá pěstována nebo roste zplanělá v klimaticky příhodných oblastech téměř celého světa.
Aloe pravá je využívána již po tisíce let jako léčivá rostlina a její používání se rozšířilo po celém světě. Nejstarší důkazy o jejím využití pocházejí z raného Egypta z doby před 6000 lety. V poslední době její mnohostranné účinky objevuje i západní medicína a potvrzují je četné vědecké studie. Rostlina je používána v tradiční indické, čínské i arabské medicíně. Aloe poskytuje dva základní produkty s odlišným působením a využitím, známé jako gel a latex. Gel z aloe se aplikuje zejména zevně na spáleniny, drobnější poranění a odřeniny. Jeho komplexní hojivý účinek je připisován obsaženým polysacharidům, zejména acemananům. Tyto látky snadno degradují, proto je pro účinnost výsledného produktu velmi zásadní způsob zpracování. Pro domácí použití je nejlepší čerstvý gel z listů.
Latex je obsažen ve vodivých pletivech v podpokožkové části listu. Při podání vnitřně působí mj. jako razantní projímadlo. Hlavní účinnou látkou je glykosid barbaloin, náležející mezi deriváty anthrachinonu. Při průmyslovém zpracování jsou z gelu zbytky této látky odstraňovány, neboť je podezřelá z rakovinotvorného působení. Čistý gel je zcela netoxický.
Aloe pravá je v subtropech a sušších oblastech tropů komerčně pěstována na plantážích. Hlavními exportéry jsou Mexiko, Venezuela a Dominikánská republika. Gel a produkty z něj jsou součástí nepřeberného množství potravinových a lékařských doplňků i kosmetických přípravků. Je oblíbenou bylinou v domácím lékařství a v léčitelství.
Pěstuje se také jako pokojová rostlina. Je velmi světlomilná a vyžaduje dobře propustnou půdu, jinak není na pěstování nijak náročná.

## Název
Rodové jméno Aloe pochází z arabského slova alloeh (v současné arabštině الأَلْوَة, al-ʾalwatu), což označuje jasnou (či zářivou) hořkou látku. Latinské slovo verus znamená pravý.
Aloi pravou poprvé popsal v roce 1753 Carl Linné pod názvem Aloe perfoliata var. vera L. V roce 1768 tento taxon popsali nezávisle na sobě dva botanici jako samostatný druh: Nicolaas Laurens Burman pod názvem Aloe vera (L)Burm.f. a asi o 14 dní později Philip Miller pod názvem Aloe barbadensis Mill. Protože se o Burmanově názvu nevědělo, uváděl se po nějaký čas jako platný název Aloe barbadensis a ve starších pracích se s ním lze často setkat. V témže čase jako Aloe barbadensis Mill. publikoval Miller nezávisle na Burmanovi i název Aloe vera Mill., kterým ovšem pojmenoval jiný, příbuzný taxon z ostrova Sokotra a přilehlého území Afriky. Tento Millerův název (Aloe vera Mill.) se následně po nalezení Burmanovy publikace stal neplatným, neboť Burman publikoval název Aloe vera dříve a má tedy prioritu. Pro druh, popsaný Millerem jako Aloe vera Mill., bylo nalezeno jiné platné jméno: Aloe succotrina Lam., publikované předtím již v roce 1783 Jean-Baptiste Lamarckem.

## Popis
Aloe pravá je sukulentní vytrvalá bylina, dosahující i s květenstvím výšky 60 až 90 cm. Dlouze kopinaté listy, uspořádané v listových růžicích, jsou světle zelené, dužnaté a tuhé, 15 až 50 cm dlouhé a 4 až 7 cm široké, na okraji řídce ostnitě zubaté, na vrcholu zakončené 2 až 3 zuby. Růžice mohou být přisedlé nebo nasedající na vrchol krátkého stonku. Volně rostoucí rostliny vytvářejí odnože a často pak tvoří husté trsy. U některých forem jsou listy světle skvrnité (Aloe vera var. chinensis). Květy vyrůstají v přímém, až 90 cm vysokém, hroznovitém květenství. Stopka (hlavní osa) květenství je až 2 cm silná. Samotný hrozen je 30 až 40 cm dlouhý a 5 až 6 cm široký, někdy na bázi ještě s 1 až 2 vystoupavými postranními větvemi. Květy jsou válcovité, mírně prohnuté, bledě žluté a červeně naběhlé, asi 2,5 cm dlouhé, krátce stopkaté a v průběhu rozkvétání se stáčejí ústím dolů. Okvětní lístky jsou srostlé ve válcovitou trubku, vnější cípy okvětí jsou na vrcholu slabě ven zahnuté. Květy jsou podepřeny bělavými, široce kopinatými listeny. Tyčinek je 6, jsou přirostlé na bázi květní trubky a vyčnívají z květů. Semeník je srostlý ze 3 plodolistů a obsahuje mnoho vajíček. Na vrcholu nese nitkovitou čnělku, vyčnívající z květu a nesoucí drobnou bliznu. Plodem je pouzdrosečná trojpouzdrá tobolka s mnoha semeny.

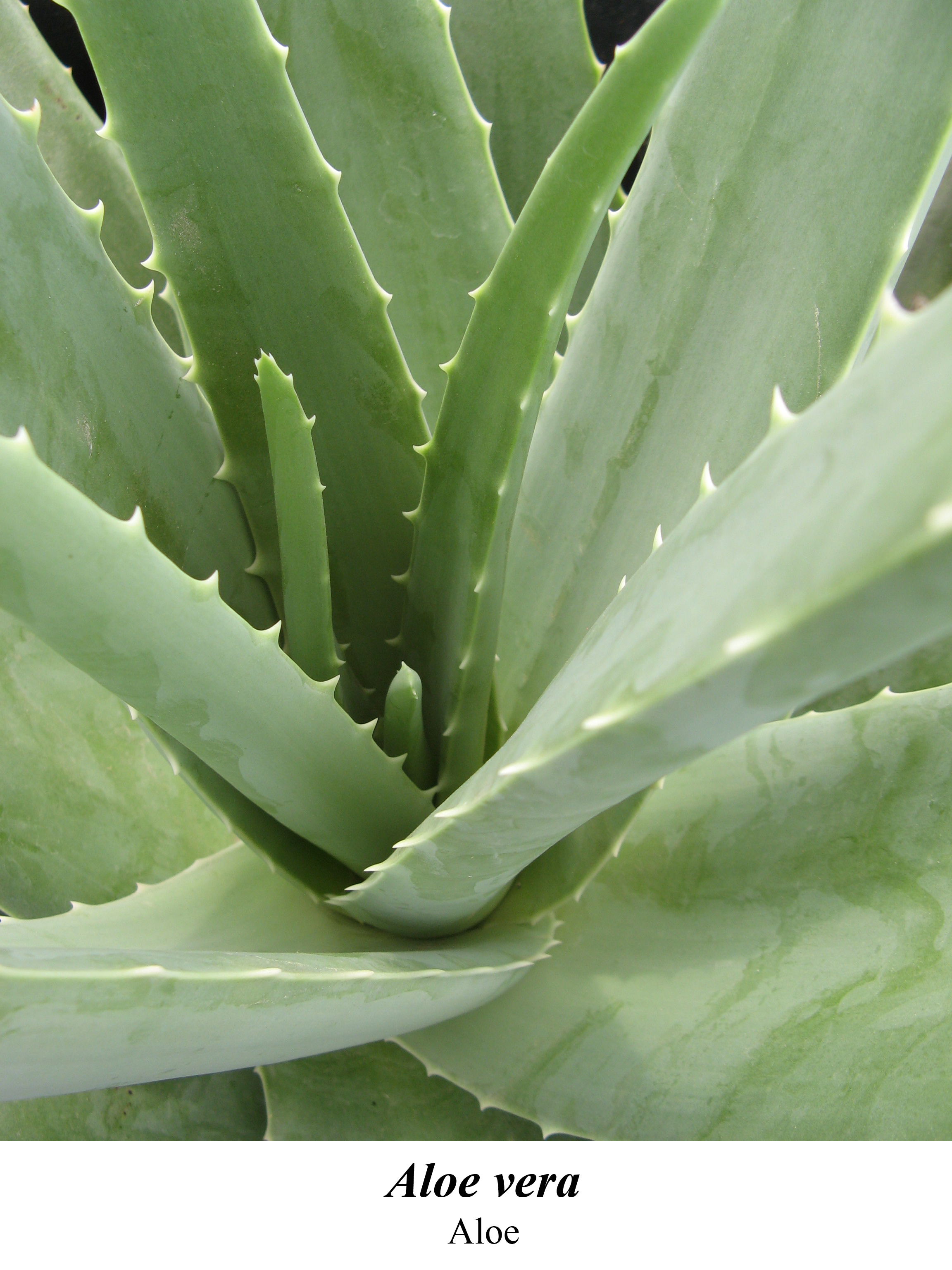
Střed listové růžice
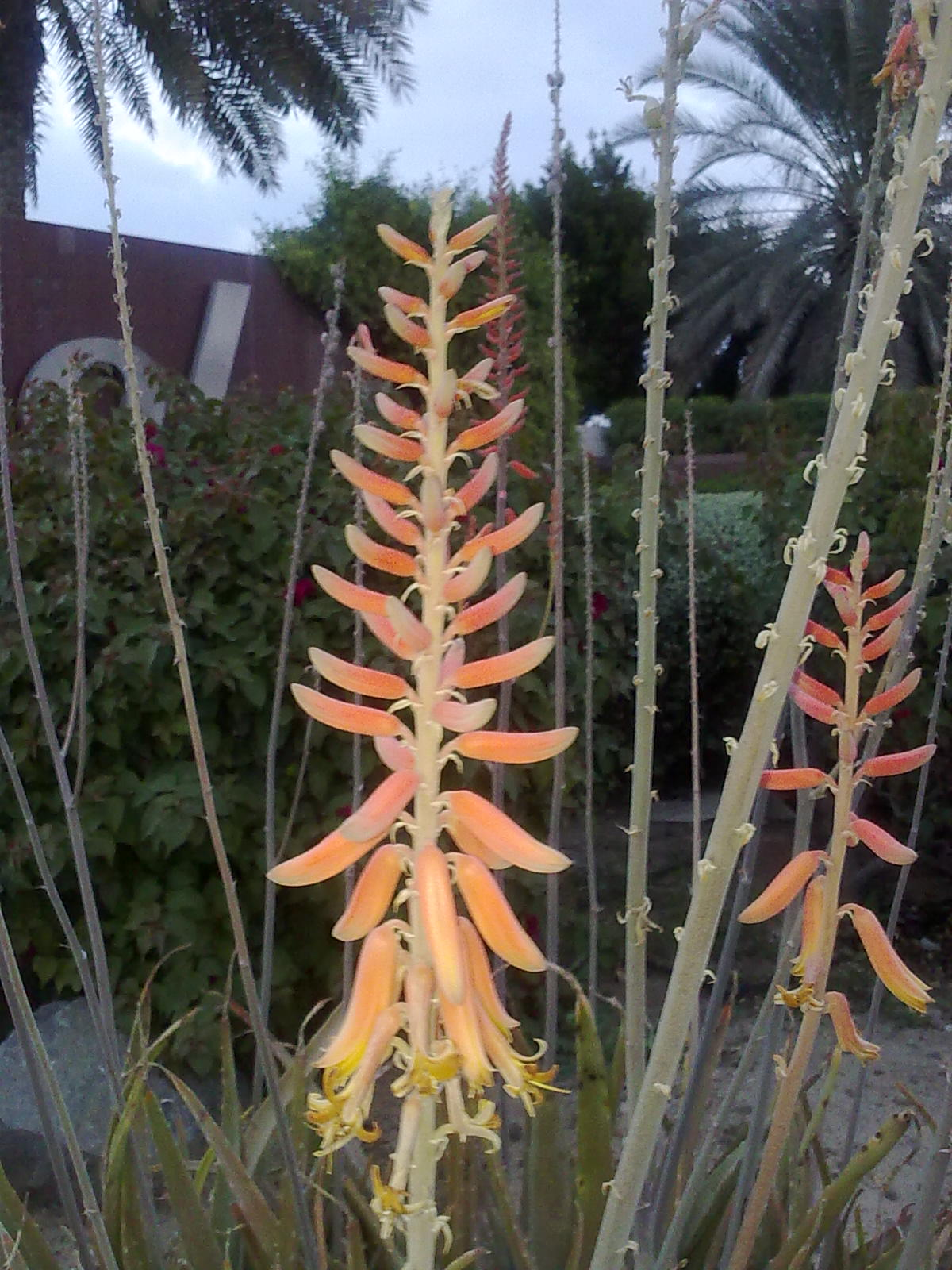
Květenství aloe pravé
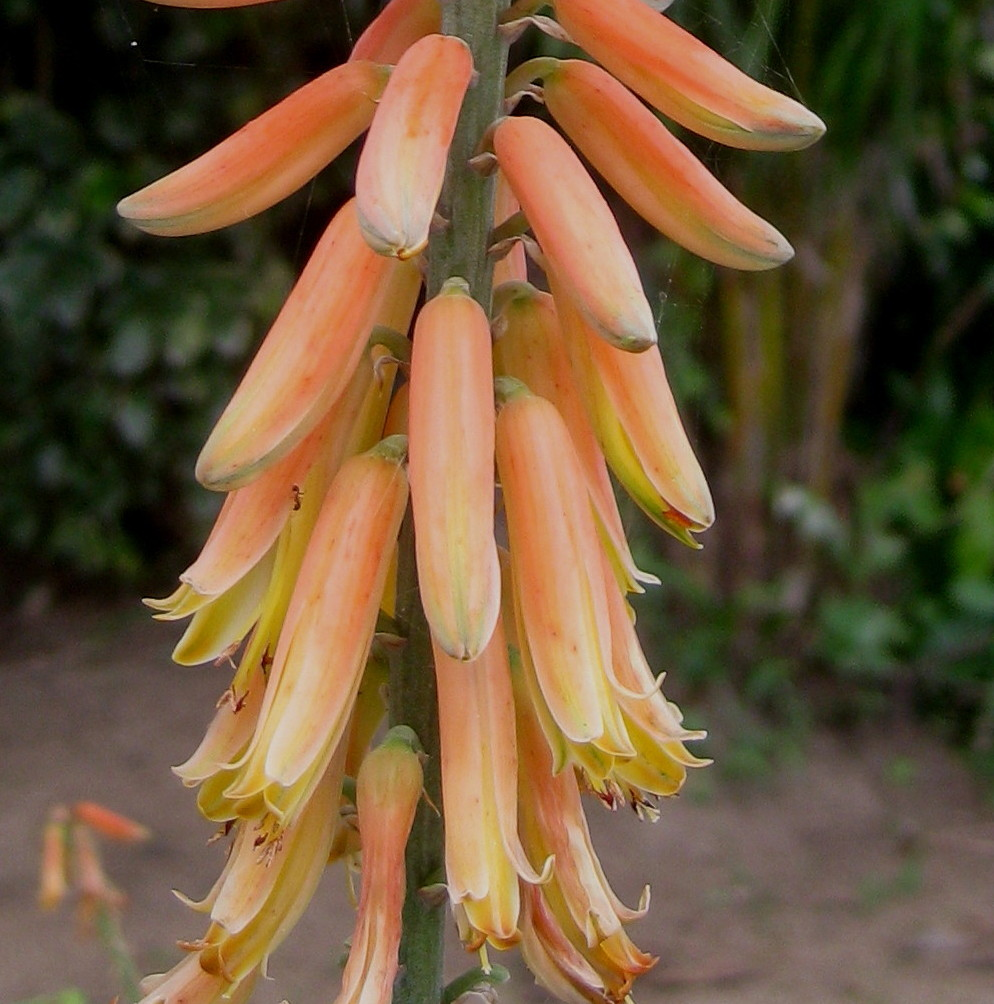
Detail květenství
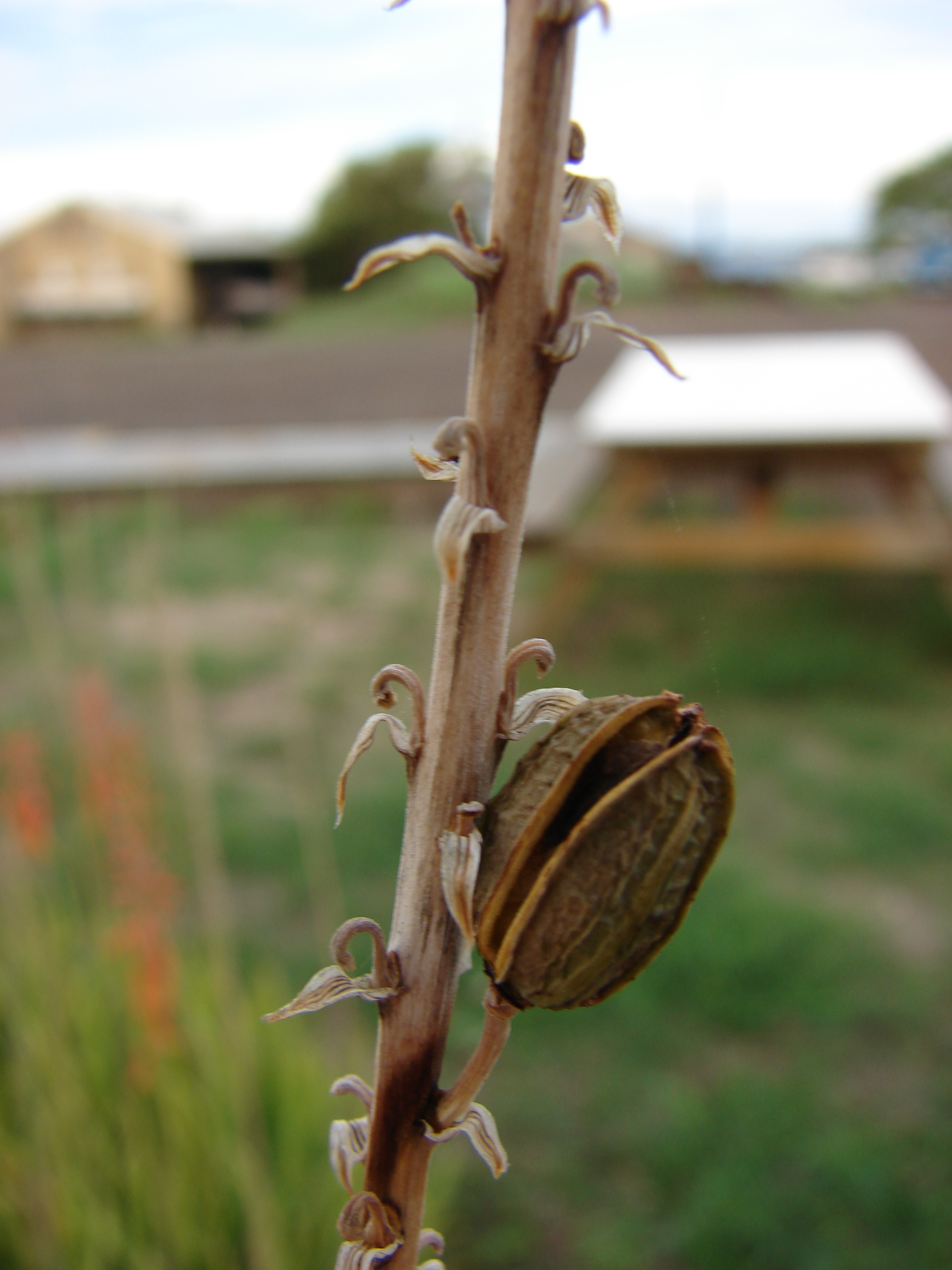
Zralý plod aloe pravé

### Anatomie listu

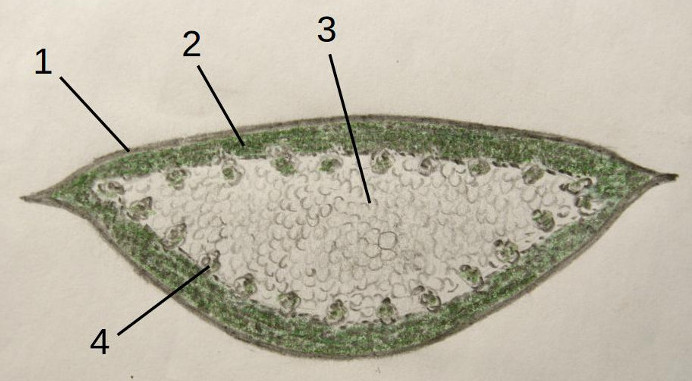
Řez listem aloe
Poznámky: 1 – kutikula, 2 – zelený parenchym, 3 – vnitřní dužnina, 4 – vodivá pletiva

Listy aloe jsou velmi dužnaté a na povrchu jsou pokryty tlustou kutikulou, zabraňující odpařování vody (1 na obrázku Řez listem aloe). Pod pokožkou je zelená vrstva listového parenchymu, v níž probíhá fotosyntéza (2). Bezprostředně pod touto vrstvou je vnější vrstva dužniny s vodivými pletivy (4). Kromě cév xylému a sítkovic floému jsou zde přítomny ještě kanálky (mléčnice) s latexem, který z nich při porušení vytéká v podobě žluté viskózní kapaliny. Všechny tyto vrstvy tvoří dohromady asi 20 až 30 % hmotnosti listu. Zbývající podíl připadá na vnitřní dužninu, tvořenou bezbarvými, velkými, tenkostěnnými parenchymatickými buňkami s gelovitým obsahem (3).

## Rozšíření a původ
Původ aloe pravé zůstával po dlouhou dobu nevyjasněn. Rostlina je v kultuře již po celá tisíciletí a původní přírodní populace nejsou známy. Za pravděpodobnou oblast původu je zpravidla považováno povodí Nilu v africkém Súdánu, Arábie, nebo Somálsko, některé zdroje jako její původ uvádějí dokonce Kanárské ostrovy. V některých zdrojích se směšuje druh aloe pravá s jiným druhem rovněž využívaným jako léčivo, aloí kapskou (Aloe ferox) a jako oblast původu aloe pravé je následně uváděna i jižní Afrika. Vzhledem k tisícileté historii pěstování se též spekuluje o tom, že se v případě aloe pravé může jednat o křížence nebo vyšlechtěný kultivar jiného druhu.
V roce 2015 byla vydána podrobná fylogenetická studie rodu aloe. Výsledky podporují teorii o arabském původu druhu Aloe vera. Ten je součástí skupiny 9 blízce příbuzných druhů, rozšířených na Arabském poloostrově. Nejblíže příbuzné druhy jsou Aloe acutissima, A. bakeri, A. yemenica a A. purpurea. K diverzifikaci dané skupiny došlo asi před 5 milióny let.
V současnosti je aloe pravá rozšířena v sušších a teplých oblastech téměř celého světa.
V rámci Evropy roste jako nepůvodní rostlina v nejteplejších oblastech Středomoří ve Španělsku, Portugalsku, Řecku, Itálii, na Krétě a Sicílii. Dále roste např. v jižní Číně (v provincii Jün-nan), Indii, téměř celé Africe, na Kanárských ostrovech, Madeiře a na Kapverdách, v jižních státech USA (Florida, Kalifornie, Texas), Mexiku, na některých Karibských ostrovech a v západní Austrálii.

## Ekologické interakce

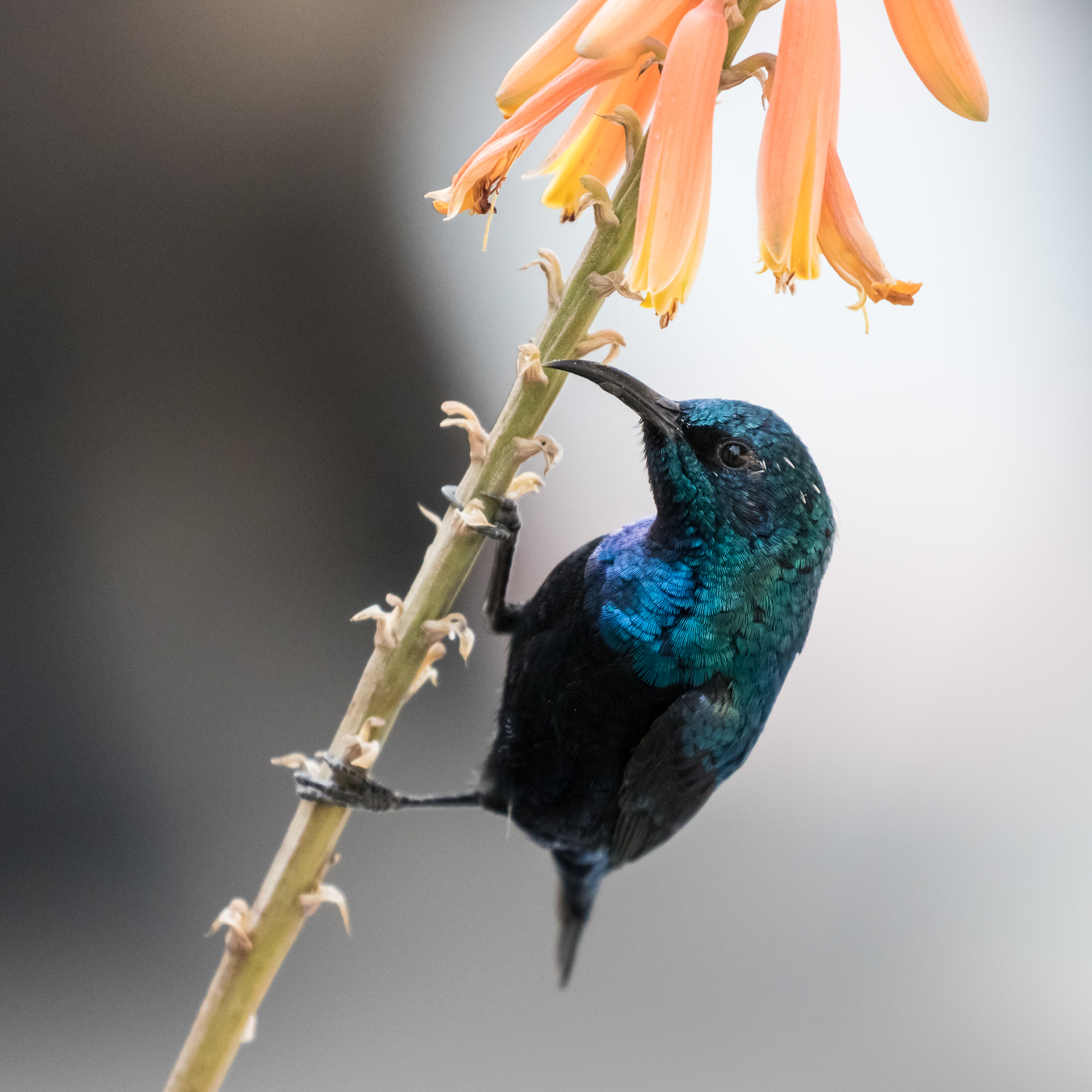
Strdimil fialový (Cinnyris asiaticus) na květenství aloe pravé

Trubkovité, převislé, žlutě až červeně zbarvené květy aloe pravé jsou opylovány především ptáky. V Africe a v Asii je navštěvují strdimilové, v Americe je vyhledávají kolibříci. V Africe hrají roli při opylování i včely. Květy jsou cizosprašné a nejsou schopny samoopylení, navíc v nich nejprve dozrávají prašníky a až po vypadání pylu dozrává blizna (protandrie).
Aloe má podobně jako mnohé jiné suchomilné rostliny tzv. CAM metabolismus, při němž dochází k fixaci CO2 v nočních hodinách, čímž mohou být průduchy na pokožce přes den zavřené a minimalizovat tak ztráty vody. Rovněž vosková vrstva na povrchu listů odráží světlo a chrání listy před odpařováním vody. Latex obsažený v mléčnicích pod povrchem listu, obsahující účinné glykosidy, a rovněž ostnité okraje listů chrání rostlinu před býložravci. Nejvyšší obsah účinných látek je v horní třetině mladých listů.

## Obsahové látky
Látky obsažené v listech aloe pravé jsou velmi různorodé, účinné látky nejsou v celém listu rovnoměrně rozděleny. V mléčnicích pod povrchem listu je přítomen latex, jehož hlavní účinnou složkou jsou glykosidické deriváty hydroxyanthronu, zejména barbaloin neboli aloin (C-glykosid hydroxyanthronu) a hydroxyaloin se silně projímavým účinkem. Další účinnou látkou je derivát anthrachinonu aloe-emodin. Dále je v latexu podstatný podíl kyselé pryskyřice nerozpustné ve vodě a přítomné v podobě emulze, minerální látky, silice, aldehydy a ketony. Z látek odvozených od antracenu jsou zde zastoupeny např. O- a C-glykosidy anthronů a anthrachinonů, volné anthrony a dianthrony a malé množství volných anthrachinonů. Obsah barbaloinu je v různých druzích aloí velmi různý. Jeho obsah byl zjištěn v 85 z 240 testovaných druhů, přičemž pouze 10 % testovaných druhů má podobné složení latexu jako aloe pravá. Celkově bylo v latexu aloe pravé chromatografickými metodami zjištěno přes 80 hlavních složek, z nichž mnohé nejsou dosud prozkoumány.

Strukturní vzorec barbaloinu
Strukturní vzorec aloe-emodinu

V jádrové části listů je přítomen tzv. gel, čistý obsahuje asi 99 % vody a 0,3 % různorodých sacharidů. Gel je poměrně kyselý, pH bylo stanoveno na 4,4 až 4,7. Barbaloin v něm není zastoupen. Mezi hlavní složky směsi sacharidů náležejí pektiny, hemicelulózy, glukomanany, acemanany a deriváty manózy. Nejhojněji zastoupeným cukrem je manóza-6-fosfát. Z dalších látek jsou přítomny aminokyseliny, lipidy, steroly (lupeol, kampesterol a β-sitosterol), třísloviny a enzymy. V sušině gelu jsou proteiny zastoupeny 8,9 %, tuky 5,1 %, minerální látky 23,6 %, rozpustné cukry 27,8 % a polysacharidy 35 %. Tyto polysacharidy, označované jako glukomanany nebo polymanany, jsou tvořeny z několika až několika tisíc jednotek manózy a v menší míře i glukózy, složených do převážně lineárních řetězců. Hlavní polysacharid je acemanan.
Zastoupení obsahových látek (např. poměr různých polysacharidů) v gelu z aloe není konstantní a různí se v závislosti na druhu či varietě rostliny, klimatu a růstových podmínkách. U latexu bylo zjištěno, že obsahuje větší koncentraci účinných látek v mladých rostlinách, v horní části listové růžice, v koncové třetině a na svrchní straně listu.
| skupina                    | přehled obsahových látek |
| -------------------------- | --- |
| anthrachinony              | barbaloin (= aloin A a B), isobarbaloin, anthranol, kyselina aloetová, antracen, ester kyseliny skořicové, aloe-emodin, emodin, resistanol |
| chromony                   | 8-C-glukosyl-(2'-O-cinnamoyl)-7-O-methylaloediol A, 8-C-glukosyl-(S)-aloesol, 8-C-glukosyl-7-O-methyl-(S)-aloesol, 8-C-glukosyl-7-O-methylaloediol, 8-C-glukosyl-noreugenin, isoaloeresin D, isorabaichromon                                           |
| sacharidy                  | manóza, glukóza, celulóza, L-rhamnóza, aldopentóza, manan, acetylovaný manan, acemanany (acetylované glukomanany), galaktan, glukomanan, glukogalaktomanan, galaktogalakturan, galaktoglukoarabidomanan, arabidogalaktan, pektiny, hemicelulózy, xylan |
| vitamíny                   | vitamín B1, vitamín B2, vitamín B6, vitamín C, cholin, kyselina listová, betakaroten, α-tokoferol |
| esenciální aminokyseliny   | lysin, valin, leucin, threonin, methionin, isoleucin, fenylalanin, histidin, arginin |
| neesenciální aminokyseliny | hydroxyprolin, kyselina glutamová, kys. asparagová, prolin, alanin, tyrosin, glycin |
| minerální látky            | sodík, draslík, chlor, mangan, hořčík, vápník, zinek, měď, chrom, železo, selen, fosfor |
| ostatní látky              | cholesterol, kampesterol, triglyceridy, triterpenoidy, steroidy, β-sitosterol, ligniny, kyselina močová, gibereliny, lektiny, kyselina salicylová, kyselina arachidonová, kyselina γ-linolová, sorbát draselný                                         |

## Historický význam

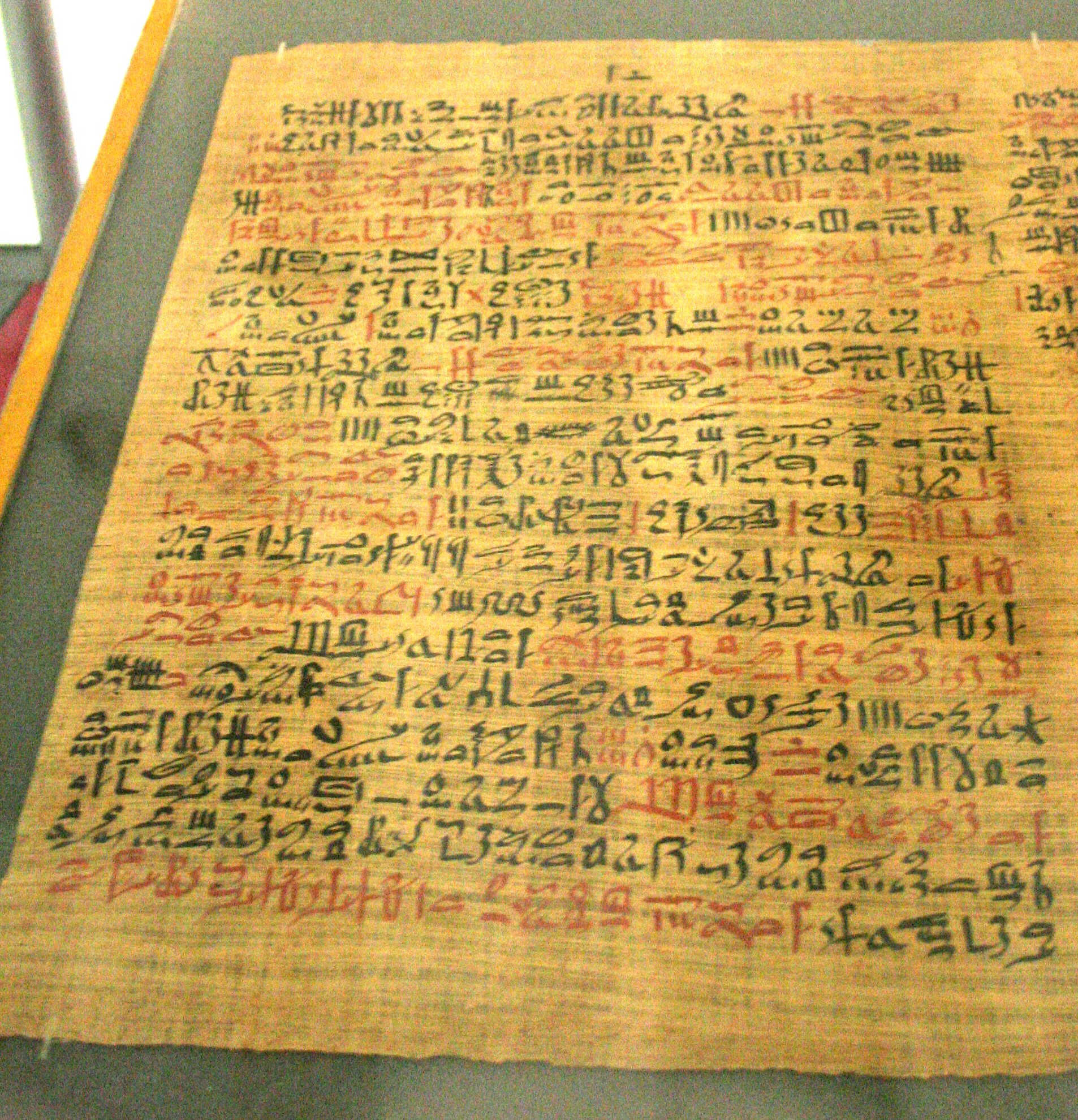
Ebersův papyrus

Využívání aloe pravé jako léčivé rostliny má velmi dlouhou historii. Může být vysledováno až do doby raného Egypta před 6000 lety, odkud se dochovala její vyobrazení na kamenných zdech v údolí Králů. První písemné zmínky užívání aloe byly nalezeny na hliněných tabulkách ze staré Mezopotámie (asi 1750 před naším letopočtem) a v egyptském Ebersově papyru, datovaném asi do roku 1550 před naším letopočtem. Aloe byla v této době používána při léčbě infekcí, kožních problémů a jako projímadlo. Rostlinu znali a lékařsky využívali i staří Řekové a Římané. Popisuje ji Hippokratés, Celsus a v díle Naturalis historia Plinius starší. Řecký lékař Pedanius Dioscorides v díle De Materia medica z roku 74 našeho letopočtu píše, že aloe je možno používat k léčbě zranění, kožních infekcí, proti vypadávání vlasů a na hemoroidy.
Aloe pravá byla známa i ve staré Arábii a je stabilní součástí lékařských písemností z Persie ze 6. století. Arabští kupci ji v této době zanesli do Orientu – do Indie, Tibetu a dnešní Malajsie. Odtud se později rozšířila dále do jihovýchodní Asie a do Číny. První zmínka o užívání aloe v Číně pochází ze 7. století z provincie Kuang-tung, kde byla používána při léčbě dermatitidy. Z 10. století pochází množství dokumentů o jejím užívání jako projímadla pod čínským jménem lu-wej (fonetická variace na původní arabské slovo alloeh).
Ve středověku kolem roku 1200 byla aloe používána k léčení ekzémů. Ve středověké Evropě byla známa zejména ve Španělsku, Portugalsku a v Itálii. Španělští dobyvatelé ji sebou přinesli do tropické Ameriky. Cestovatel Marco Polo popisuje v knize Milion příbuzný druh z ostrova Sokotra. Renesanční přírodovědec Garcia de Orta popisuje využití aloe pravé v indické ájurvédě. V 19. století se na trhu objevovala pryskyřice z různých druhů aloí, různé kvality a z různých oblastí světa, např. tzv. turecká aloe, pocházející ze Sokotry, kapská aloe z Jihoafrické republiky, jaterní aloe (hepatic aloe) z indické Bombaje, barbadoská aloe, salemská aloe, indická aloe ze severní Indie, aloe z Curaçao aj. Na začátku 19. století byla aloe v USA používána zejména jako účinné laxativum. První účinná látka, barbaloin, byla z aloe izolována v roce 1851 T. a H. Smithem ze společnosti Blandfield Chemical Works v Edinburghu. Užívání aloe pravé v moderní klinické medicíně se datuje od roku 1930, kdy byl zveřejněn případ vyléčení chronické a těžké dermatitidy z ozáření rentgenovým zářením pomocí užití této rostliny.
Aloe je rovněž zmiňována na několika místech v Bibli. Má se ovšem za to, že se tyto zmínky týkají jiné rostliny – stromu Aquilaria malaccensis, poskytujícího již v biblických dobách vysoce ceněný vonný olej. Tuto rostlinu ovšem překladatelé neznali, a proto její jméno nahradili podobně znějícím názvem známější rostliny. Ve Čtvrté knize Mojžíšově 24:6 se píše o stromech aloe, v Knize žalmů 45:8 a Příslovích 7:17 o vonné aloe, rovněž v Písni Šalamounově 4:14 je aloe zmiňována mezi různým kořením. Ani jeden z těchto popisů však charakteru aloe neodpovídá.

## Produkty z aloe

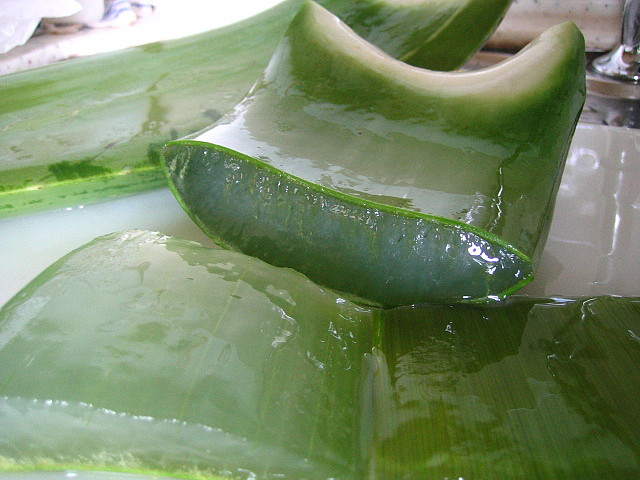
Rozkrájené listy aloe pravé

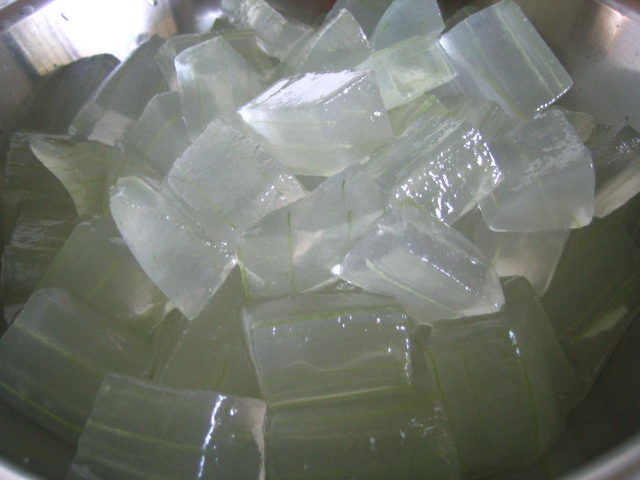
Kousky gelu z listů aloe pravé

Z aloe pravé se získávají dva odlišné primární produkty, zásadně se lišící ve složení účinných látek i v použití: latex (někdy též označovaný jako šťáva z aloe) a gel. Latex se většinou suší a prodává v podobě tmavé pryskyřičné látky. Má především projímavé účinky. Naproti tomu gel z aloe je bezbarvý a používá se většinou čerstvý nebo se různým způsobem průmyslově zpracovává a konzervuje.
Ve starších pracích se oba produkty občas zaměňovaly, rovněž v některých studiích není uvedeno, o jaký produkt z aloe se jedná.

### Latex z aloe
Latex z aloe pravé je pryskyřičnatá žlutá tekutina, obsažená ve specializovaných kanálcích (mléčnicích) na rozhraní zelené podpokožkové vrstvy listu a vnitřní bezbarvé dužniny. Tato tekutina přirozeně z listu vytéká při jeho příčném překrojení. Zachycený latex je při zpracování posléze sušen, a to buď za studena, nebo za zvýšené teploty.
Sušený latex z aloe pravé je obvykle neprůhledná, tmavě čokoládově hnědá, beztvará, pryskyřičnatá hmota s matně voskovým leskem. Má charakteristický a spíše nepříjemný pach, nakyslou a silně hořkou a nelibou chuť. Nejčastěji je obchodován pod názvem Barbados aloe nebo Curacao aloe.
Podobný produkt se získává i z jiných druhů aloe, zejména z aloe kapské (Aloe ferox) a jejích kříženců, a obchoduje se pod názvem Cape aloe.

### Gel z aloe
Čerstvý gel z aloe pravé je bezbarvá, slizovitá, rosolovitá substance bez vůně a nahořklé chuti. Je obsažen v bezbarvé vnitřní parenchymatické tkáni listu.
Protože polysacharidy, které jsou hlavními účinnými látkami gelu z aloe, snadno a rychle podléhají degradaci účinkem enzymů a mikrobiálního rozkladu, je účinnost průmyslově zpracovávaného produktu v přímé souvztažnosti se způsobem, kvalitou a rychlostí zpracování suroviny. Ztráta účinnosti biologicky aktivních látek v listech začíná při běžných teplotách již po 6 hodinách od sklizně. Ze sklizených a očištěných listů se buď ručně či strojně vyřezává pouze dužnina, nebo se zpracovávají celé listy. Ruční vyřezání dužniny je nejšetrnější způsob v tom smyslu, že se v produktu objeví nejmenší množství latexu s obsahem nežádoucích anthrachinonů, v průmyslu se však více využívá strojní vyřezávání. V obou případech je následně dužnina nadrcena, na sítech zbavena dužniny a filtrována, přičemž zbytky anthrachinonů se odstraňují pomocí aktivního uhlí. Při zpracování celých listů se listy nejdříve nakrájí na příčné plátky a pak pomelou na řídkou kaši. Z ní jsou selektivně extrahovány nežádoucí složky. Výsledný produkt obsahuje více polysacharidů, než když se dužnina vyřezává, a je též bohatší na minerální látky. K odstranění anthrachinonů se rovněž používá aktivní uhlí. Výsledkem těchto procesů je buď pasterizovaný čistý gel, skladovaný při 4 °C ve vzduchotěsných nádobách, nebo za použití lyofilizace nebo sprejového sušení práškový produkt. K prodloužení trvanlivosti jsou ke gelu přidávány antioxidanty a ochranné látky nebo sulfatované polysacharidy z mořských řas.
Při domácím použití je nejlepší odříznout z rostliny vždy čerstvý list a vykrájet z něj čistou dužninu s obsahem gelu.

### Komerční produkty
V současné době jsou produkty z aloe součástí nepřeberného počtu různých kosmetických přípravků a zdravotních a potravních doplňků.
Šťáva se prodává jako zdravotní doplněk, gel se přidává do různých léčivých přípravků, čajů, mléčných výrobků, zmrzliny a cukrovinek. Je součástí řady kosmetických výrobků, jako jsou hydratační krémy, krémy na ruce a obličej, pleťová mléka, mýdla, opalovací krémy, šampóny a vlasová tonika, holicí kosmetika, přísady do koupele, líčidla aj., je však též součástí čisticích prostředků, dětských plenek a latexových rukavic. Kosmetický průmysl proklamuje omlazující, zvlhčující a léčivé účinky těchto přípravků na pleť, publikované výsledky medicínského výzkumu však proklamovaný účinek ani zdaleka nepotvrzují. Jedním z problémů je nestabilita účinných složek v gelu, které rychle podléhají degradaci vlivem okysličení.
Studie zabývající se účinností různých komerčních přípravků s obsahem gelu přinesly rozličné výsledky. Přípravky byly pomocí chromatografie testovány na obsah hlavní účinné složky, acemananu. Výsledky byly velmi různorodé a u některých z testovaných přípravků byl obsah acemananu dokonce pod hranicí měřitelnosti. Existují ovšem i standardizované farmaceutické preparáty. V roce 2009 provedla Státní zemědělská a potravinářská inspekce kontrolu nápojů s deklarovaným obsahem aloe pravé na českém trhu. Bylo analyzováno celkem 20 vzorků odebraných od dovozců, od českých výrobců i z obchodní sítě. Všechny tyto výrobky aloi pravou obsahovaly a žádný nebyl falšován, nalezené nedostatky se týkaly pouze označení. Studie však hodnotila pouze obsah výtažku z aloe a nikoliv míru zachovalosti účinných složek.

## Význam a využití vkonvenční medicíně
V době, kdy bylo k dispozici jen málo klinických studií o působení aloe a tyto studie přinášely rozporuplné výsledky, byl léčivý účinek často zpochybňován, a to navzdory značné popularitě využívání aloe v domácím léčení a nehledě na tisíciletou historii jejího používání. Od 90. let 20. století se však množí odborné studie, publikované v odborných medicínských časopisech a odkrývající mnohostranné účinky této rostliny. V roce 2006 byla zveřejněna studie přinášející komplexní zhodnocení známého působení a využití aloe v medicíně. Závěrem této studie je, že efektivita a bezpečnost vnitřního a vnějšího užívání aloe je vzhledem k farmakologické komplexnosti tohoto léčiva a nesrovnalostem v literatuře až doposud nedostatečně prozkoumána.
Rozporuplné výsledky studií z druhé půlky 20. století lze z určité části přičíst na vrub chybám v provedení, jako je např. omyl v identifikaci rostlin, špatný rostlinný materiál (příliš mladé nebo naopak přestárlé či nečerstvé listy) nebo studie s přídavkem jiné biologicky aktivní substance potenciálně ovlivňující výsledek, jako jsou např. antibiotika. Například v roce 1949 byl testován účinek většího souboru vzorků různých rostlin proti bakterii Mycobacterium tuberculosis, původci tuberkulózy, a aloe pravá (Aloe vera) se ukázala jako ze všech studovaných rostlin nejúčinnější. V roce 1963 byla provedena další studie, v níž byl druh Aloe barbadensis (synonymum Aloe vera) shledán neúčinným, zatímco druhy Aloe chinensis (též synonymum Aloe vera) a Aloe succotrina (příbuzný druh) se projevily jako nejúčinnější.

### Hojení ran a popálenin
Extrakt z gelu z aloe pravé má z hlediska léčení popálenin komplexní účinek, podporující rychlejší hojení. Při jeho aplikaci se vytváří na povrchu rány zvlhčující film, působí protizánětlivě, podporuje růst fibroblastů a obnovu i zesíťování kolagenu a zvyšuje pevnost tkáně, dále urychluje granulaci nové pokožky, zlepšuje přísun kyslíku a živin do tkáně a dochází k rychlejší obnově cévního zásobení.
Celkově se rána rychleji uzavírá, je čistší a se zdravou granulující pokožkou. Studie prokázaly podstatný rozdíl v hojení oproti kontrolnímu vzorku, navíc se ukázalo, že aplikace aloe pravé snižuje množství odumřelé tkáně v ráně. K rychlejšímu hojení dochází při zevní i při vnitřní (perorální) aplikaci. Mimo to pomáhá gel z aloe stimulovat regeneraci buněk a má svíravé, zvláčňující, antivirotické, antibakteriální a antimykotické účinky. Je účinný mj. na lehká řezná poranění a odřeniny, otlaky, bodnutí krev sajícím hmyzem či žihadlem, pohmožděniny, akné a kazy na pleti, poškození kůže šťávou z jedovatce kořenujícího (Toxicodendron radicans), kožní vředy a ekzémy. Nejlepší účinky má čerstvý gel bez obsahu anthrachinonů (odbarvený).
V roce 1996 byla z aloe izolována nová látka s protizánětlivým působením, nazvaná C-glukosylchromon. Jako další látka s prokazatelně protizánětlivým účinkem byl identifikován také v gelu nejhojněji zastoupený cukr, manóza-6-fosfát.
Různé studie potvrdily ochranné působení gelu z aloe proti škodlivému gama záření, měkkému rentgenovému záření a UV-B záření.
Látky obsažené v listech napomáhají léčení kožních problémů jako jsou ekzémy nebo lupénka.

### Trávicí systém
Latex z aloe pravé působí jako silné projímadlo. Za tento účinek jsou odpovědné obsažené glykosidy, deriváty anthrachinonu, zejména barbaloin a isobarbaloin. Podobné látky obsahují i jiné rostliny s projímavým účinkem, např. krušina olšová, sena (Senna) nebo řešetlák Purshův (Rhamnus purshiana). Glykosidy v aloe samy o sobě projímavé nejsou, bylo však zjištěno, že se v tlustém střevě mění vlivem střevní flóry na silně projímavý aloe-emodin-9-anthron, aloe-emodin a další metabolity. Dále bylo zjištěno, že mezi jednotlivými lidmi jsou rozdíly v citlivosti na tyto látky a vliv má i stravování. Účinek podporuje např. strava s obsahem železitých solí anebo na železo bohatého masa, zatímco cereálie a komplexní sacharidy jej tlumí. Výzkumy ukazují, že metabolity barbaloinu působí společně (synergicky), neboť podávání čistých anthronů tak silný projímavý účinek nemá. Účinné látky zvyšují v tlustém střevě propustnost střevní sliznice, narušují rovnováhu ve vstřebávání vody ze střeva, podporují peristaltiku a sekreci slizu.

### Imunita a obrana proti infekcím
U polysacharidů obsažených v gelu aloe pravé byly mimo jiné zjištěny imunostimulující účinky. Jedná se zejména o acemanan, dále glukomanan a galaktogalakturan. Na přelomu tisíciletí byl v aloi pravé rozpoznán nový glykoprotein s antialergenním působením, nazvaný alprogen. Některými klinickými studiemi bylo potvrzeno protizánětlivé, antivirotické a antibakteriální působení extraktu z aloe pravé.
In vitro bylo zjištěno rovněž baktericidní působení na Streptococcus agalactiae, Enterobacter cloacae, Klebsiella pneumoniae, Pseudomonas aeruginosa, Serratia marcescens a Citrobacter sp., bakteriostatické působení na Staphylococcus aureus, Streptococcus pyogenes a Salmonella paratyphi a inhibiční na Mycobacterium tuberculosis a Bacillus subtilis. Při studiích in vitro byl dokonce prokázán vliv na zpomalení replikace viru HIV, pokusy in vivo však byly bez znatelného účinku.

### Účinek na metabolismus
Při podávání gelu z aloe bylo klinicky prokázáno snížení hladiny krevního cukru a triglyceridů u diabetických pacientů. Gel má rovněž antioxidační účinky. U myší s uměle navozenou cukrovkou bylo zjištěno zmírnění oxidativního poškození mozku způsobeného nahromaděnými radikály, stejně jako snížená peroxidace lipidů v ledvinách. Při srovnávací studii s podáváním gelu z aloe a placeba byl u pacientů zjištěn významný pokles hladiny cholesterolu, triglyceridů a nízkodenzitních lipoproteinů v krvi. Byla rovněž provedena rozsáhlá studie s 5000 pacienty s onemocněním srdce, jimž byl ve stravě podáván gel z aloe po dobu 3 měsíců. Výsledkem bylo významné snížení hladiny cholesterolu, celkového obsahu tuků a triglyceridů v krevním séru. Pacienti, kteří měli navíc i cukrovku, vykazovali na lačno i po jídle sníženou hladinu glukózy v krvi.

### Protirakovinný potenciál
Aloe-emodin, látka obsažená v malém množství v listech aloe pravé, byl zkoumán jako látka s potenciálně protirakovinným působením. Bylo zjištěno, že tato látka působí cytotoxicky proti některým typům nádorů včetně leukemických, zatímco normální buňky nepoškozuje. Dalšími látkami zkoumanými v souvislosti s protirakovinným působením jsou lektiny. Bylo zjištěno, že lektinová frakce z čerstvé aloe podporuje růst (proliferaci) normálních buněk, zatímco nádorových ne.

### Zubní lékařství
Extrakt z gelu z aloe pravé, označovaný jako acemanan hydrogel, má využití v zubním lékařství. Urychluje hojení po extrakci zubu, hojí afty, redukuje množství zubního plaku, tlumí zánět dásní a zánětlivé onemocnění známé jako lichen planus aj. Na rozdíl od jiných používaných prostředků nemá nepříjemnou chuť a nepálí v ráně.

### Toxicita, vedlejší účinky a kontraindikace
Toxické účinky a možnost akutního předávkování byly zjištěny pouze u latexu. Mezi hlavní příznaky náleží zejména prudký a silný průjem se všemi průvodními jevy, mezi něž patří především ztráta tekutin a draslíku a nerovnováha elektrolytů. Kontraindikace vnitřního podávání jsou podobné jako u jiných přípravků s kontaktním projímavým účinkem, jako je např. sena (Senna) nebo krušina olšová. Latex by neměl být podáván pacientům se zánětlivým onemocněním trávicího traktu, zúžením a neprůchodností střev, s křečemi, kolikou, krvácejícími hemoroidy, zánětem ledvin a nediagnostikovanými trávicími potížemi. Vnitřní podávání není doporučeno těhotným a kojícím ženám a dětem do 10 let věku. Užívání projímadel tohoto typu delší než 2 týdny vyžaduje lékařský dohled. Možné vedlejší účinky použití latexu jako projímadla zahrnují zejména břišní bolesti a křeče.
V souvislosti s deriváty anthrachinonu je zmiňován fakt, že některé z látek na této bázi jsou karcinogenní. V roce 2013 byla zveřejněna studie na potkanech, prokazující při dlouhodobém podávání surové (neodbarvené, tedy obsahující anthrachinony) šťávy z listů aloe pravé rakovinotvornou aktivitu v oblasti tlustého střeva. V roce 2016 Mezinárodní agentura pro výzkum rakoviny (IARC) zařadila extrakt z celých listů aloe do kategorie 2B, tedy možných karcinogenů pro člověka.
Gel z aloe pravé byl při testování na akutní toxicitu shledán netoxickým. Jeho vnější aplikace je možná podle potřeby i vícekrát denně a bez omezení. Byly zaznamenány řídké případy kontaktní dermatitidy, dále erythrema nebo fotosensitivita po vnější aplikaci gelu.
Při domácí přípravě a užívání prostředků z aloe je třeba použít skutečně druh aloe pravá, neboť některé příbuzné druhy jsou jedovaté. K získání gelu k vnější aplikaci se též používá druh aloe stromovitá (Aloe arborescens), který se často pěstuje jako pokojová rostlina. Účinek je obdobný jako u aloe pravé.

## Význam a využití v léčitelství a tradiční medicíně
Podstatnou doménou využití aloe pravé je v současné době domácí lékařství a alternativní medicína. V obecném povědomí je aloe zapsána zejména jako nejúčinnější přírodní prostředek na léčbu popálenin a odřenin. Ve Spojených státech amerických je to dokonce z hlediska domácího léčení jedna z nejpopulárnějších bylin.
Aloe pravá je důležitou součástí tradiční medicíny zejména v Indii, Číně, jihovýchodní Asii, Karibiku a v Japonsku, využívána je i v Africe, Pákistánu, zemích Středního východu, Arábii aj. V rámci rozličných kultur je používána k obdobným účelům.
V bylinném léčitelství se latex z listů aloe používá zejména jako razantní, avšak šetrné projímadlo, jehož účinek se projevuje zejména v tlustém střevě. Účinek se dostavuje do 8 hodin po podání. Užití tohoto projímadla se doporučuje zejména u chronické zácpy, která nereaguje na jiné terapie. Latex podávaný v malých dávkách působí jako tonikum podporující střevní činnost. Čerstvá šťáva z listů se používá zevně na hnisavé rány, kožní záněty, jizvy, popáleniny, opařeniny, spálení od sluníčka a flegmóny. Při ošetřování popálenin se doporučuje přiložit rozříznutý list přímo na postižené místo. V lidovém léčitelství je rovněž známo použití aloe na rakovinu kůže.
Z aloe pravé se též vyrábí esence pro aromaterapii. Je doporučována pro případy, kdy enormní pracovní nasazení nebo tendence k workoholismu přerostou v celkové vyčerpání. Gel z aloe se též v aromaterapii využívá jako nosná substance esencí při léčbě ekzému.
Využití aloe v homeopatii je obdobné jako v alopatické medicíně. Přípravky ze sušené šťávy (latexu) v ředění D3 až D4 jsou doporučovány na střevní potíže, při hemoroidech, zácpě i průjmech, přípravky ze šťávy z čerstvých listů (gelu) zevně na nejrůznější kožní potíže. Přisuzuje se jim zejména protizánětlivý účinek a působení proti plísňovým onemocněním. První záznamy o jeho použití se objevují od čtvrtého tisíciletí př. n. l. Píše se o tom také v kodexu Juliany Anicie z roku 512 n. l.
Aloe pravá je stabilní součástí indické medicíny a je pěstována po celé Indii. Divoce roste na pobřežích států Maháráštra a Gudžarát a v jižní části Indie. Sušená šťáva (latex) je používána vnitřně jako purgativum a emmenagogum (přípravek zvyšující prokrvení pánve a dělohy) a je také doporučována při jaterních onemocněních a bolestivé menstruaci. Gel se používá zevně zejména na poranění a popáleniny jako zvlhčovadlo kůže s protizánětlivým a antimikrobiálním působením.
V tradiční indické ajurvédské medicíně je aloe používána vnitřně jako laxativum, odčervovadlo, přípravek na léčení hemoroidů a také jako děložní stimulans pro regulaci menstruace. Zevně je aplikována zejména na ekzémy a lupénku.
V tradiční čínské medicíně se aloe vnitřně používá při zácpě, gastritidě, špatném trávení, bolestech břicha, kožních problémech, pálení žáhy, hypertenzi nebo hypotenzi, při bolestech hlavy a závratích. Zevně se aplikuje na popáleniny, omrzliny, odřeniny, pokousání hmyzem, akné a hemoroidy. V tradičním popisu účinku je latex z aloe charakterizován jako chladný a hořký, pročišťující horkost, směřující dolů, s tropismem ke dráze jater, srdce a sleziny. Povaha gelu je charakterizována jako chladná a vlhká.
V Arábii se čerstvý gel z aloe pravé aplikuje na čelo při bolestech hlavy a také se používá jako ochlazující prostředek při horečkách. Rovněž má využití při léčení zranění a zánětu spojivek a jako dezinfekční prostředek a projímadlo.

## Pěstování
Aloe pravá je pěstována jako venkovní rostlina v oblastech, kde nejnižší noční teploty neklesají pod −5 °C, což odpovídá USDA zóně odolnosti 9b až 11. V rámci Evropy je v tomto rozpětí např. oblast jižní Itálie či jižního Španělska. V chladnějších oblastech lze aloi pěstovat jen ve skleníku či jako pokojovou nebo kbelíkovou rostlinu.

### Nároky
Aloe pravá je světlomilná rostlina, nenáročná na kvalitu půdy. Prospívá na živinami bohatých i chudých půdách a snáší i půdy zasolené. Za ideální je považována písčitá, mírně zásaditá půda s dostatečným obsahem dusíku a s pH do 8,5. Kořenový systém je poměrně mělký. Rostlina dobře snáší sucho a pokud může vstřebávat rosu povrchem listů, je schopna vydržet bez zálivky až 7 let. Naproti tomu je citlivá na vodu stagnující v půdě a nesnáší trvale zamokřené a špatně propustné půdy. Za ideální roční úhrn srážek z hlediska optimálního růstu je považováno min. 500 mm, optimální obsah dusíku v půdě je v rozpětí 0,4 až 0,5 %. Optimální teplota pro pěstování je mezi 19 až 25 °C, pokud poklesne pod 0, tak je rostlina ohrožena na životě.

### Komerční pěstování
Aloe je komerčně pěstována na plantážích v sušších oblastech tropů a subtropů, např. v Indii, Thajsku, Spojených státech amerických (v Texasu, Kalifornii a na Floridě), Mexiku, Venezuele, Dominikánské republice, Jihoafrické republice, Keni a na Haiti. Celkový světový obrat obchodu s čerstvým gelem činil v roce 2004 asi 125 miliónů dolarů. Přibližně 60 % gelu pochází z amerického kontinentu, hlavní dodavatelé jsou zde Mexiko, Venezuela a Dominikánská republika. V Asii jsou hlavní producenti Čína a Thajsko. Prudké navýšení poptávky v 90. letech sebou přineslo i přidávání různých náhražek. Bylo například zjištěno, že surový prášek ze sušeného gelu obsahoval v některých případech až 90 % maltodextrinu.

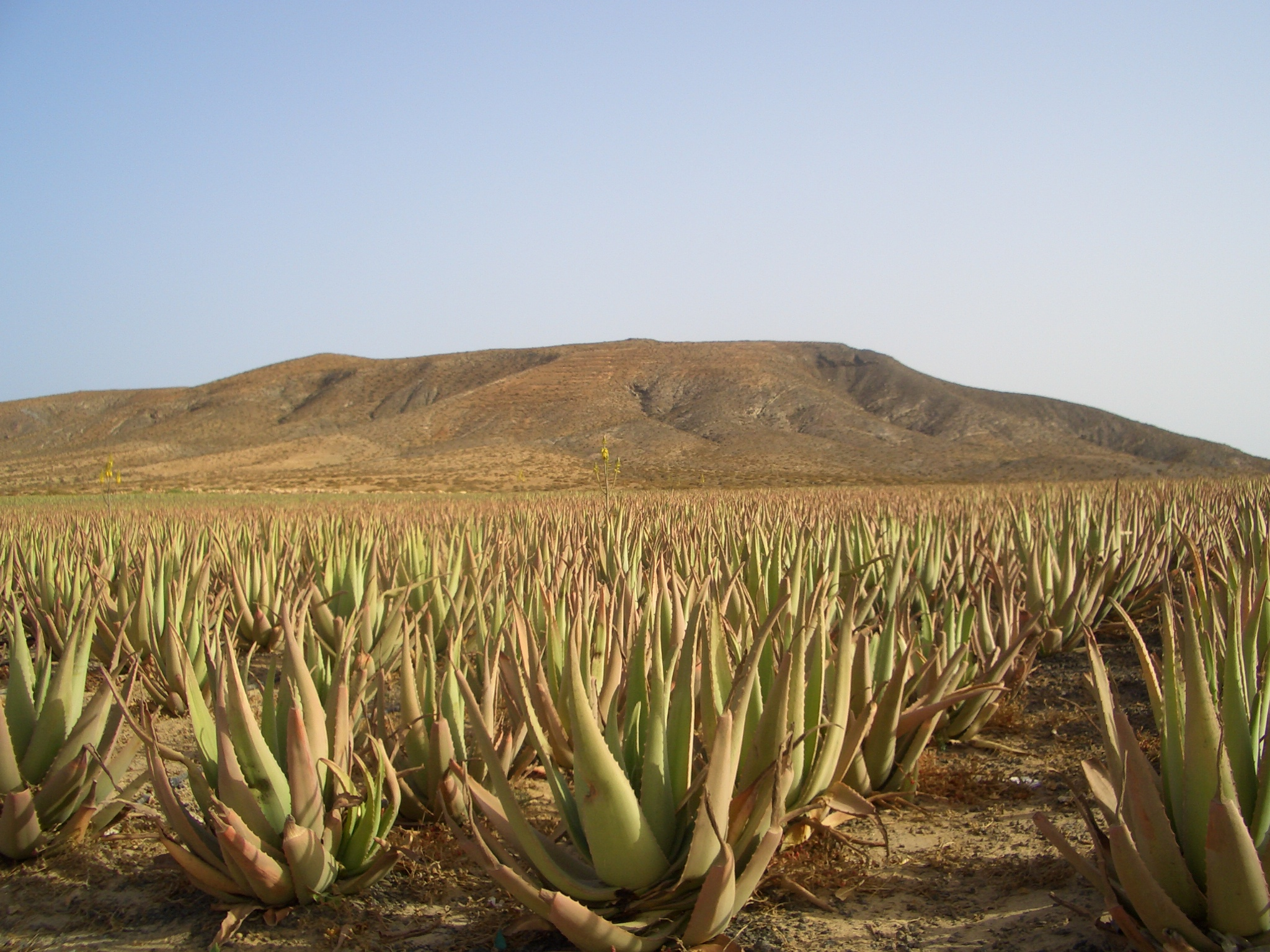
Plantáž aloe pravé

Při zakládání plantáže aloe pravé je nejprve zorána, uvláčena a pohnojena půda.
Plantáže se nejčastěji hnojí kravským hnojem nebo jinými organickými hnojivy, syntetická hnojiva se nepoužívají. Sklizeň listů pro získání latexu začíná již druhým rokem, listy pro získání gelu se poprvé sklízejí po 3 až 5 letech od výsadby. Vlastní sklizeň probíhá převážně ručně, přičemž se ostrým nožem odřezává z každé rostliny několik nejstarších listů z vnějšku růžice. Listy jsou ihned odváženy ke zpracování a zachází se s nimi opatrně, aby nebyly poškozeny nebo kontaminovány bakteriemi. Rostliny aloe se vysazují v hustotě asi 15000 až 60000 rostlin na hektar a roční výtěžnost v Indii činí z jednoho hektaru asi 12 tun čerstvých listů. Rostliny se na plantážích dožívají stáří asi 12 let. Doba sklizně je v různých oblastech různá, v Karibiku se např. listy sklízejí v březnu nebo dubnu po období dešťů, v Indii připadá ideální období sklizně na říjen až listopad.
Aloe pravá má poměrně málo škůdců, v Indii ji občas napadají houby (Alternaria alternata, Fusarium solani) způsobující skvrny na listech, v tropické Americe se někdy objevuje hniloba kořenů způsobená bakterií Erwinia chrysanthemi. Aloe trpí v kultuře různými chorobami zejména při nedostatku slunečního svitu. Je též citlivá na vodu stagnující v půdě.

### Domácí pěstování

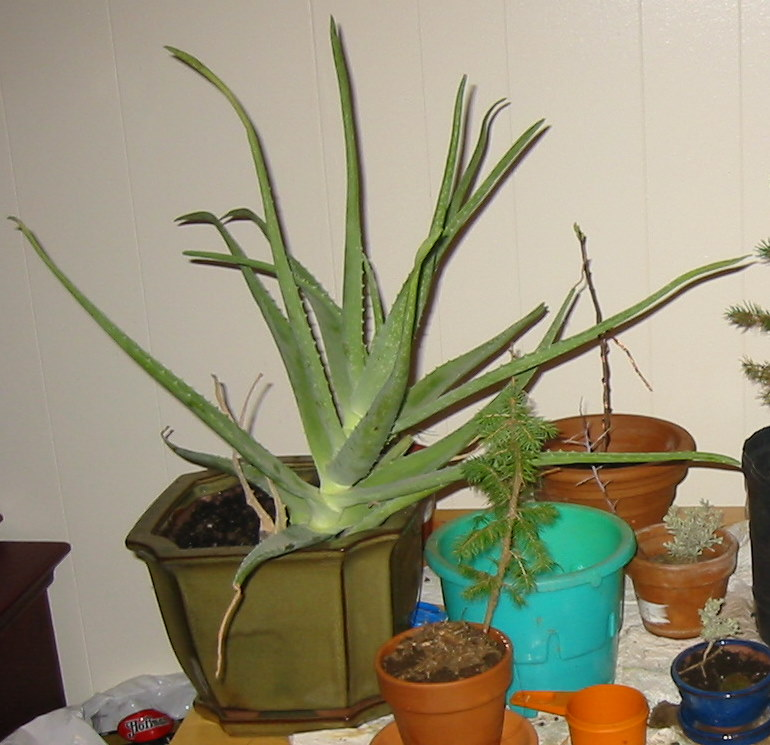
Aloe pravá jako pokojová rostlina

Aloi pravou lze v České republice podobně jako v jiných oblastech mírného pásu pěstovat jako přenosnou kbelíkovou nebo jako pokojovou rostlinu. Vyžaduje propustnou písčitou půdu a plné slunce podobně jako mnohé jiné sukulenty. Doporučuje se sázet do keramické nádoby s pórovitým střepem a na dno dát drenáž. V létě je vhodná středně silná zálivka a rostlinu lze umístit venku či na balkoně. V době, kdy noční teploty klesají k 10 °C, je třeba rostlinu přenést dovnitř a umístit ji např. u jižního okna v chladné chodbě. Zimní teploty by neměly klesat pod 5 °C. V zimě je třeba zalévat velmi málo, květináč by měl mezi jednotlivými zálivkami zcela proschnout. Rostlina kvete v květnu a červnu, v našich podmínkách však vykvétá zřídka.
Jako „léčivá aloe“ jsou ovšem častěji v bytových podmínkách pěstovány otužilejší rostliny z okruhu aloe stromovité (Aloe arborescens).
V českých botanických zahradách se lze s aloí pravou setkat celkem zřídka. Je udávána např. ze skleníků Zahrady léčivých rostlin Farmaceutické fakulty UK v Hradci Králové.

### Množení
Hlavním způsobem množení aloe pravé v domácích podmínkách je vegetativní rozmnožování pomocí odnoží, neboť semena špatně klíčí a semenáče celkově rostou pomaleji než oddělky. Odnože se samovolně vytvářejí kolem mateční rostliny v letních měsících. Je vhodné je oddělovat při velikosti asi 10 cm. Další možností je řízkování oddenků, přičemž délka řízků by měla být asi 5 až 6 cm a na každém řízku by měly být minimálně 2 až 3 nody. Ve velkopěstitelských podmínkách se též používá meristémové množení in vitro.

## Legislativa
Do roku 2021 byla aloe pravá v Evropské unii povolena jako potravní doplněk v souladu s vyhláškou 1831/2003, přičemž obsah aloinu byl obecně v potravinách a nápojích omezen na množství maximálně 0,1 mg na kilogram.
V březnu 2021 došlo ke změně legislativy a ve vyhlášce Evropské komise byly v rámci nařízení o přidávání vitaminů, minerálů a některých dalších látek do potravin zařazeny na seznam zakázaných záměrných přísad v potravinách všechny rostliny s obsahem derivátů hydroxyanthracenu. Vyhláška se tak týká i neupravených extraktů z celých listů aloe pravé, stejně jako konkrétních látek v nich obsažených (aloe-emodin, emodin a danthron), neboť tyto látky byly v předchozích studiích shledány genotoxickými. Na extrakty z aloe pravé, které byly zpracovány za účelem odstranění těchto látek filtrací a obsahují je proto pouze ve stopových množstvích, se zákaz nevztahuje.
Ve Spojených státech amerických je gel z aloe pravé povolen jako potravní doplněk. Volný prodej projímavých rostlinných drog na bázi anthrachinonů zde není povolen a v roce 2002 byly vyňaty ze seznamu rostlinných drog obecně bezpečných k užívání.